# Bietenhorn
Bietenhorn är en bergstopp i Schweiz. Den ligger i distriktet Interlaken-Oberhasli och kantonen Bern, i den centrala delen av landet, 50 km sydost om huvudstaden Bern. Toppen på Bietenhorn är 2 755 meter över havet.